# MY FAVORITE SONGS (杏里のアルバム)
『MY FAVORITE SONGS』（マイ・フェイバリット・ソングス）は、日本の歌手、杏里の5枚目のベスト・アルバムである。1988年7月21日発売。発売元はフォーライフ・レコード。商品番号はFLCF-30126。

## 概要
シングルのA面とB面から選曲されたベスト・アルバム。3rdシングル『涙を海に返したい』がCD化されているのはこの作品のみである。23rdシングル『スノーフレイクの街角』発売日の同年12月14日には純金(24K)を蒸着したGOLD CDも3万枚限定発売された。
CDジャケットが既発のシングルのジャケットを並べた簡素なデザインであり、非公認のベストアルバムと思われがちだが、選曲は杏里本人が行っている。

## 収録曲
1. オリビアを聴きながら (New Take)
作詞・作曲：尾崎亜美 編曲：入江純
  - デビューシングルだが、アルバム「meditation」のバージョンを収録。
2. 涙を海に返したい
作詞・作曲：尾崎亜美 編曲：鈴木茂
3. コットン気分
作詞・作曲：かおる 編曲：岡田徹
4. 砂浜 (New Take)
作詞・作曲：かおる 編曲：小倉泰治
  - アルバム「meditation」のバージョンを収録。
5. 思いきりアメリカン
作詞：竜真知子・杏里 作曲：小林武史 編曲：佐藤準
6. CAT'S EYE (Original)
作詞：三浦徳子 作曲：小田裕一郎 編曲：大谷和夫
7. 悲しみがとまらない
作詞：康珍化 作曲：林哲司 編曲：角松敏生・林哲司
8. 気ままにREFLECTION
作詞：三浦徳子 作曲・編曲：井上大輔 ブラスアレンジ：佐藤準
9. 16(Sixteen)BEAT
作詞：三浦徳子 作曲：ANRI 編曲：瀬尾一三
10. INNOCENT TIME
作詞：園部和範 作曲：ANRI 編曲：小倉泰治
11. モーニング スコール
作詞：吉元由美 作曲：羽田一郎 編曲：入江純
12. TROUBLE IN PARADISE (English version)
作詞：吉元由美 作曲：DELROY MURRAY.ROBIN ACHAMPONG.CARL STURKEN & EVAN ROGERS 編曲：井上鑑
13. HAPPYENDでふられたい
作詞：吉元由美 作曲：ANRI 編曲：小倉泰治
14. CATCH THE WIND
作詞・作曲：ANRI 編曲：入江純
15. SURF & TEARS
作詞：吉元由美 作曲：ANRI 編曲：入江純
16. LAST PICTURE SHOW
作詞：吉元由美 訳詞：JOEY McCOY 作曲：ANRI 編曲：入江純